# Ruy Barbosa (Rio Grande do Norte)
Ruy Barbosa is een gemeente in de Braziliaanse deelstaat Rio Grande do Norte. De gemeente telt 3.730 inwoners (schatting 2009).